# Palazzetto Stern
Palazzetto Stern è un palazzo di Venezia, situato nel sestiere di Dorsoduro e affacciato sul Canal Grande, vicino a Ca' Rezzonico e di fronte a Palazzo Grassi, tra Palazzo Contarini Michiel e Palazzo Moro.

## Storia
L'edificio oggi chiamato Palazzetto Stern ha origini molto antiche: infatti l'originaria struttura veneto-bizantina a due piani fu edificata nel primo XV secolo, su commissione della famiglia Michièl “Malpaga” (così chiamati perché Fantino Michièl nel 1425 si era fatto costruire un palazzo presso Ragusa con operai galeotti non pagati).
Dopo aver subito un profondo degrado nei secoli, nel primo Novecento fu acquistato dalla famiglia Stern, che decise di recuperare e completare la struttura. Così, tra il 1909 e il 1912, Ernesta de Hierschel Stern (1854-1926), zia di Lionello Hierschel de Minerbi che fu proprietario di Ca' Rezzonico dal 1906 al 1935, diede incarico all'architetto Giuseppe Berti e soprattutto all'architetto e decoratore Raffaele Mainella di portare a termine il progetto, determinando così l'attuale aspetto dell'edificio, a cui diede il nome del marito, il banchiere francese Louis Stern (1840-1900). I due artisti utilizzarono, per una ricostruzione che ampliava l'edificio preesistente, materiali antichi. Oggi l'edificio, nato come dimora privata, è stato convertito in un hotel di lusso, dopo un attento restauro.

## Descrizione
Palazzetto Stern è un esempio elegante di architettura neogotica, che si inserisce nel solco della poetica che governava in quegli anni la costruzione di edifici come Casa dei Tre Oci (di Mario de Maria) e Villa Herriot (dello stesso Raffaele Mainella), entrambi alla Giudecca.
Esternamente il palazzo è una rilettura del gotico veneziano, mediata dalle avanguardie che si imponevano nel primo Novecento, portate a Venezia anche dalla Stern, attiva nel mondo del collezionismo d'arte: innalzato di un piano rispetto al vecchio edificio, Palazzetto Stern si presenta con tutte le facciate decorate.
Tuttavia la maggiore importanza è stata data alla facciata sul Canal Grande, che si mostra asimmetrica nelle sue parti: il piano terra si apre su una terrazza con vista sul canale e balaustra neogotica, alla quale si giunge attraverso un portico che ricalca i motivi ogivali, con architrave ligneo sostenuto da colonnine gotiche; sotto il portico delle monofore a sesto acuto e, spostato verso sinistra, il portale, sovrastato da un grande bassorilievo marmoreo.
I due piani nobili seguono un'impostazione comune, con a sinistra una trifora e a destra una bifora; la variazione è al centro, dove al primo piano c'è una monofora, mentre al secondo un'altra bifora con terrazzino a balaustra. In più punti di questa facciata sono inserite formelle e bassorilievi, di cui uno, di dimensioni maggiori degli altri, è inserito in un'edicola e rappresenta San Giorgio e il drago.
Va analizzata anche la facciata destra, la quale, oltre a prolungarsi sul Canal Grande con un breve muro in mattoni, sovrastato da merli e forato da due monofore ogivali, si caratterizza per una originale finestra del secondo piano, di grandi dimensioni e culminante sul tetto in una struttura a abbaino a sesto acuto.
Anche internamente c'è stato il riutilizzo di materiali provenienti dal vecchio stabile e da altri edifici, come i decori lapidei, sculture e le colonne, alcune antichissime. Va ricordata la presenza di affreschi e mosaici novecenteschi, il cui merito va soprattutto al Mainella.